# Pedro Piquet
Pedro Estácio Leão Piquet Souto Maior (Brasilia, 3 luglio 1998) è un ex pilota automobilistico brasiliano, due volte campione della Formula 3 brasiliana.
È figlio del tre volte campione del mondo di Formula 1, Nelson Piquet e fratello del campione di Formula E ed ex pilota di Formula 1, Nelson Piquet Jr.

## Carriera

### Kart e primi anni in monoposto
Piquet comincia la carriera sui kart su cui correrà dal 2006 al 2013. Nella categoria vince numerosi titoli tra cui 3 campionati Brasiliani.
Tra il 2014 e il 2017 partecipa alla Formula Toyota. Nel 2014 partecipa solo alle prime 6 gare per poi dover uscire dalla competizione per problemi legati all'età.. Nel 2016 e 2017 torna a correre nella serie. In quest'ultimo anno arriva ad un 2º posto grazie a 3 vittorie e 8 podi.
Tra il 2014 e il 2015 partecipa al campionato nazionale di Formula 3, vincendo il titolo in entrambi gli anni con alte percentuali di vittorie (11 su 16 gare nel 2014 e 14 su 16 nel 2015).

### Formula 3
Nel 2016 passa alla Formula 3 Europea dove i risultati però non sono altrettanto esaltanti con un 19º posto finale. Nel 2017 partecipa nuovamente alla serie ma non va oltre al 14º posto finale.

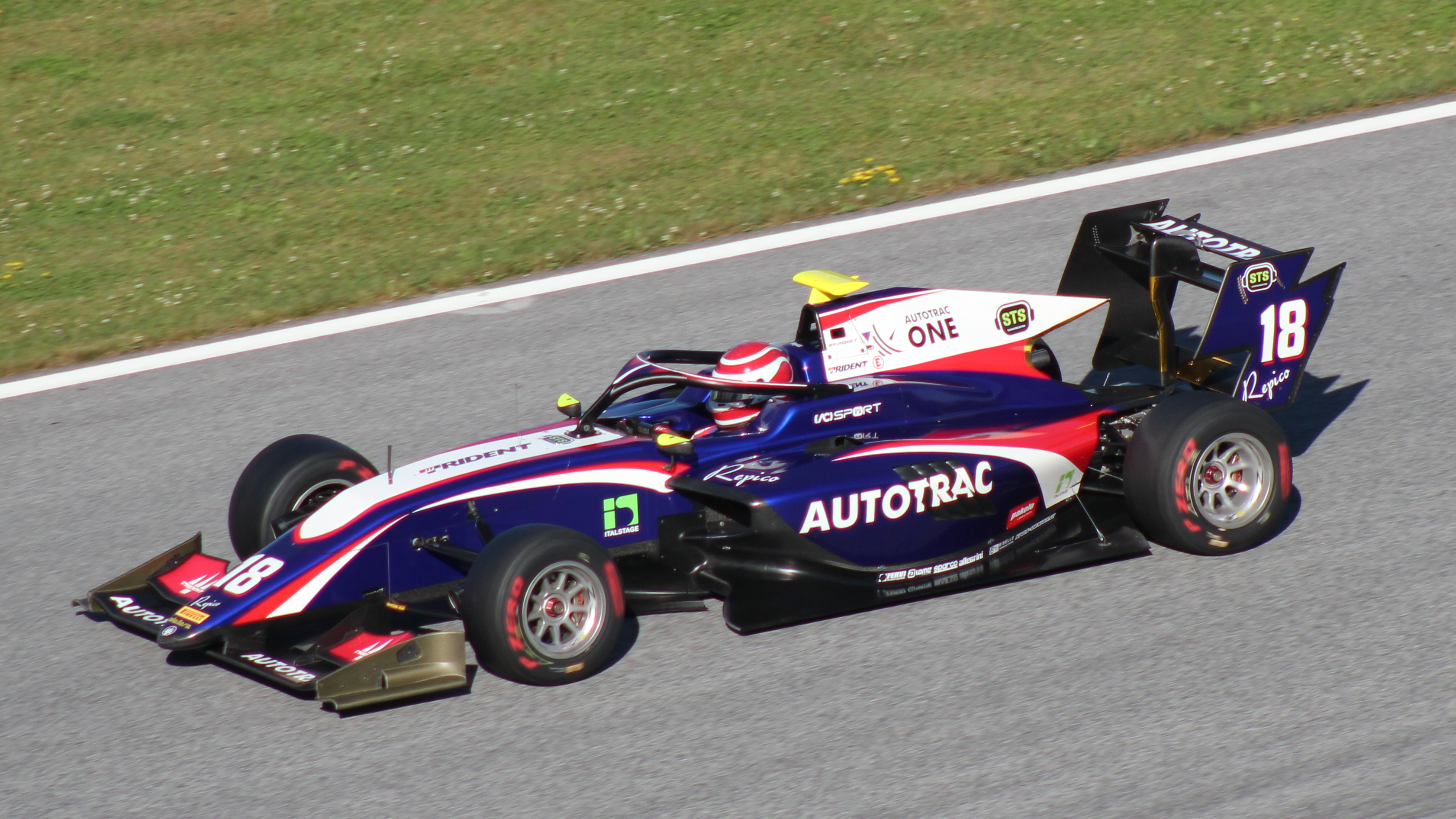
Piquet in Formula 3 nel 2019.

Nel 2018 viene ingaggiato dalla scuderia italiana Trident per partecipare alla GP3 Series. Il primo podio arriva in Gara 2 in Francia e la prima vittoria in gara 2 in Gran Bretagna. Ottiene la seconda vittoria della stagione in gara 2 a Monza. Nel resto della stagione non riesce ad ottenere punti e termina sesto in campionato.
Per la stagione 2019 continua con il team Trident, gareggiando nel Campionato FIA di Formula 3. Durante la stagione vince una gara e ottiene altri 2 podi, concludendo in quinta posizione in classifica.

### Formula 2
Per la stagione 2020 viene ingaggiato dal team Charouz, gareggiando nel Campionato FIA di Formula 2. Conclude la stagione al 20º posto con 3 punti. La stagione seguente non prende parte alla categoria per motivi economici.

## Risultati

### Riassunto della carriera
| Stagione | Categoria                                   | Team                  | Gare | Vittorie | Pole | GPV | Podi | Punti | Pos |
| -------- | ------------------------------------------- | --------------------- | ---- | -------- | ---- | --- | ---- | ----- | --- |
| 2014     | F3 brasiliana                               | Cesário F3            | 16   | 11       | 6    | 8   | 14   | 211   | 1º  |
| 2014     | Porsche GT3 Cup Challenge Brasiliana        |                       | 1    | 1        | 1    | 1   | 1    | 0     | NC† |
| 2014     | Global RallyCross Championship              | Piquet Sports         | 1    | 0        | 0    | 0   | 1    | 43    | 12º |
| 2014     | Mercedes-Benz Challenge C250 Cup Brasiliana | Linardi Sports        | 1    | 0        | 0    | 0   | 0    | 7     | 24º |
| 2014     | Formula Toyota                              | M2 Competition        | 6    | 0        | 0    | 0   | 0    | 140   | 23º |
| 2015     | F3 brasiliana                               | Cesário F3            | 16   | 14       | 8    | 14  | 14   | 213   | 1º  |
| 2015     | Porsche GT3 Cup Challenge Brasiliana        |                       | 10   | 1        | 1    | 6   | 5    | 49    | 13º |
| 2015     | Porsche Supercup                            | Walter Lechner Racing | 2    | 0        | 0    | 0   | 0    | 0     | NC† |
| 2016     | F3 europea                                  | Van Amersfoort Racing | 30   | 0        | 0    | 0   | 0    | 19    | 19º |
| 2016     | Masters di Formula 3                        | Van Amersfoort Racing | 1    | 0        | 0    | 0   | 0    | N/A   | 6º  |
| 2016     | Gran Premio di Macao                        | Van Amersfoort Racing | 1    | 0        | 0    | 0   | 0    | N/A   | 9º  |
| 2016     | Formula Toyota                              | M2 Competition        | 15   | 2        | 1    | 3   | 7    | 710   | 5º  |
| 2017     | F3 europea                                  | Van Amersfoort Racing | 30   | 0        | 0    | 0   | 1    | 80    | 14º |
| 2017     | Formula Toyota                              | M2 Competition        | 15   | 3        | 0    | 0   | 8    | 850   | 2º  |
| 2018     | GP3 Series                                  | Trident               | 18   | 2        | 0    | 0   | 4    | 106   | 6º  |
| 2019     | Formula 3                                   | Trident               | 16   | 1        | 0    | 1   | 3    | 98    | 5º  |
| 2020     | Formula 2                                   | Charouz Racing System | 24   | 0        | 0    | 0   | 0    | 3     | 20º |
| 2022     | Stock Car Brasile                           | TMG Racing            | 1    | 0        | 0    | 0   | 0    | 0     | NC† |

† In quanto pilota ospite non ha potuto segnare punti.

### Risultati in GP3
(legenda) (Le gare in grassetto indicano la pole position) (Le gare in corsivo indicano Gpv)
| Stagione | Team    | 1   | 2   | 3   | 4   | 5   | 6   | 7   | 8   | 9   | 10  | 11  | 12  | 13  | 14  | 15  | 16  | 17  | 18  | Punti | Pos. |
| -------- | ------- | --- | --- | --- | --- | --- | --- | --- | --- | --- | --- | --- | --- | --- | --- | --- | --- | --- | --- | ----- | ---- |
| 2018     | Trident | CAT | CAT | LEC | LEC | RBR | RBR | SIL | SIL | HUN | HUN | SPA | SPA | MNZ | MNZ | SOC | SOC | YMC | YMC | 106   | 6º   |
| 2018     | Trident | 9   | Rit | 6   | 2   | 4   | 2   | 7   | 1   | 12  | 9   | 4   | 5   | 7   | 1   | 15  | 11  | 12  | Rit | 106   | 6º   |

### Risultati in Formula 3
(legenda) (Le gare in grassetto indicano la pole position) (Le gare in corsivo indicano Gpv)
| Stagione | Team    | 1   | 2   | 3   | 4   | 5   | 6   | 7   | 8   | 9   | 10  | 11  | 12  | 13  | 14  | 15  | 16  | Punti | Pos. |
| -------- | ------- | --- | --- | --- | --- | --- | --- | --- | --- | --- | --- | --- | --- | --- | --- | --- | --- | ----- | ---- |
| 2019     | Trident | CAT | CAT | LEC | LEC | RBR | RBR | SIL | SIL | HUN | HUN | SPA | SPA | MNZ | MNZ | SOC | SOC | 98    | 5º   |
| 2019     | Trident | 26  | 16  | 3   | 2   | 6   | 15  | 6   | 27* | Rit | 27  | 1   | 6   | 5   | 5   | 6   | Rit | 98    | 5º   |

### Risultati in Formula 2
(legenda) (Le gare in grassetto indicano la pole position) (Le gare in corsivo indicano Gpv)
| Stagione | Team                  | 1   | 2   | 3   | 4   | 5   | 6   | 7    | 8    | 9    | 10   | 11  | 12  | 13  | 14  | 15  | 16  | 17  | 18  | 19  | 20  | 21   | 22   | 23   | 24   | Punti | Pos. |
| -------- | --------------------- | --- | --- | --- | --- | --- | --- | ---- | ---- | ---- | ---- | --- | --- | --- | --- | --- | --- | --- | --- | --- | --- | ---- | ---- | ---- | ---- | ----- | ---- |
| 2020     | Charouz Racing System | RBR | RBR | RBR | RBR | HUN | HUN | SIL1 | SIL1 | SIL2 | SIL2 | CAT | CAT | SPA | SPA | MNZ | MNZ | MUG | MUG | SOC | SOC | SAK1 | SAK1 | SAK2 | SAK2 | 3     | 20º  |
| 2020     | Charouz Racing System | 13  | 13  | 18  | 14  | 14  | 15  | 11   | 17   | 21   | 16   | 14  | 7   | 12  | 12  | 12  | 17  | 13  | 12  | 17  | 9   | 11   | 19   | 10   | 11   | 3     | 20º  |